# Тіло веде лік
«Тіло веде лік. Як лишити психотравми в минулому» (англ. The Body Keeps the Score: Brain, Mind, and Body in the Healing of Trauma) — книга-бестселлер авторства Бессела ван дер Колка, психіатра, письменника, дослідника і викладача Бостонського університету.
Вперше опублікована 25 вересня 2014 року видавництвом «Viking Press» (США). Українською мовою перекладена та опублікована у 2022 році видавництвом «Vivat».
Станом на червень 2023, книга перекладена 38 мовами.

## Огляд книги
У цій книжці автор досліджує вплив травми на психічне і фізичне здоров'я людини.
Бессел Ван дер Колк зосереджується на вивченні травми і її наслідків, зокрема посттравматичного стресового розладу (ПТСР). Він описує різні види травми і досліджує їх вплив на мозок і тіло.
Книжка вичерпно висвітлює такі аспекти, пов'язані з травмою, як:
- відкриття в галузі нейронауки;
- причини травми, закладені у проблемних стосунках;
- наслідки травми, як-от амнезія, дисоціація, депресивні розлади тощо;
- способи лікування, як безмедикаментозні, так і з використанням фармпрепаратів;
- приклади соціальних проєктів, які можуть допомогти повторній адаптації пацієнтів у суспільстві

## Відгуки
У 2019 році «Тіло веде лік» посіла друге місце в категорії «Наука» у списку бестселерів The New York Times.
«У цьому виданні викладено все, що наразі відомо про вплив травматичного досвіду на людей і суспільство, та розкриті можливості вилікуватися. Класичні й новітні підходи допоможуть дітям і дорослим, які зазнали психологічної травми, повноцінно інтегруватися в сучасне життя», — Джессіка Стерн, політична консультантка з питань тероризму, авторка книжок.